# Metacognición

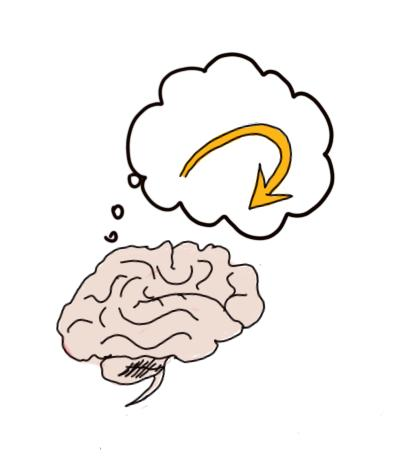
Fenómeno cotidiano, la metacognición es el acto de pensar que permite a los sujetos valorar, evaluar y juzgar sus capacidades mentales, y que les ayuda a planificar sus acciones.

La metacognición es la consciencia de los procesos de pensamiento y la comprensión de los patrones que lo sustentan. El término procede de la raíz meta, que significa ‘más allá’ o ‘encima de’. La metacognición puede adoptar muchas formas, como reflexionar sobre la propia manera de pensar y saber cuándo y cómo utilizar estrategias particulares para la resolución de problemas. En general, la metacognición consiste de dos componentes: (1) el conocimiento sobre la cognición y (2) la regulación de la cognición. Ambos componentes juegan un rol importante en el aprendizaje. Un modelo metacognitivo difiere de otros modelos científicos en que el creador del modelo también está, por definición, encerrado en él. Los modelos científicos suelen tender a distanciar al observador del objeto o campo de estudio, mientras que un modelo metacognitivo en general intenta incluir al observador en el modelo.
La metamemoria, definida como el conocimiento de la memoria y las estrategias mnemotécnicas, es un aspecto especialmente importante de la metacognición.
Los escritos sobre metacognición se remontan al menos a dos obras del filósofo griego Aristóteles (384-322 a. C.): Sobre el alma y la Parva Naturalia. Aunque también la metacognición está vinculado a la psicología psicogenética de Jean Piaget, la psicología histórico-cultural de Lev Vygotsky y la psicología cognoscitiva actual.

## Definiciones
En cuanto a la génesis de la conciencia, desde la psicología histórico-cultural se establece la relación y tránsito desde el trabajo directo con los objetos a su representación mental, tal como se indicaba con Piaget. No obstante, a diferencia de éste, se enfatizó en el carácter material de los objetos y en la actividad mental como una objetivización de dicha actividad a través de la representación.
| Aspecto    | Piaget                                                                           | Vygotsky |
| ---------- | -------------------------------------------------------------------------------- | --- |
| Definición | Grado de conocimiento y capacidad de reflexión sobre mecanismos cognoscitivos    | Reflejo psíquico de la realidad y sistema de reglas de funcionamiento y de formación de conceptos                                                 |
| Funciones  | Eliminación del conflicto cognoscitivo                                           | - Mediador representacional - Independización de la realidad externa - Regulador de la actividad cognoscente: planificación, regulación y control |
| Proceso    | Equilibración progresiva como reconstrucción hacia mayores niveles de conciencia | De la inteligencia práctica a la formación de conceptos                                                                                           |

Esta cognición de nivel superior recibió la etiqueta de metacognición por parte del psicólogo del desarrollo estadounidense John H. Flavell (1976).
El término metacognición significa literalmente ‘por encima de la cognición’ y se utiliza para indicar cognición sobre la cognición o, de manera más informal, pensar sobre el pensamiento. Flavell definió la metacognición como el conocimiento sobre la cognición y el control de la cognición. Por ejemplo, una persona participa en la metacognición si nota que tiene más problemas para aprender A que B, o si se le ocurre que debería volver a verificar C antes de aceptarlo como un hecho. La teoría de Andreas Demetriou (una de las teorías neopiagetianas del desarrollo cognitivo) utilizó el término hipercognición para referirse a los procesos de autocontrol, autorrepresentación y autorregulación, que se consideran componentes integrales de la mente humana. Además, demostró con sus colegas que estos procesos participan en la inteligencia general, junto con la eficiencia de procesamiento y el razonamiento, que tradicionalmente se han considerado que componen la inteligencia fluida.
La metacognición también implica reflexionar sobre el propio proceso de pensamiento, como las técnicas de estudio, la capacidad de memoria y la habilidad para controlar el aprendizaje. Este concepto debe enseñarse explícitamente junto con la enseñanza de contenidos. 
El conocimiento metacognitivo se refiere a los propios procesos cognitivos y la comprensión de cómo regular esos procesos para maximizar el aprendizaje y la toma de decisiones.
Algunos tipos de conocimiento metacognitivo incluirían:
- El conocimiento del contenido (conocimiento declarativo), que consiste en comprender las propias capacidades, como cuando un estudiante evalúa su propio conocimiento sobre una materia en una clase. Es de destacar que no toda la metacognición es precisa. Los estudios han demostrado que los estudiantes a menudo confunden la falta de esfuerzo con la comprensión al evaluarse a sí mismos y su conocimiento general de un concepto.[15] Además, una mayor confianza en haber tenido un buen desempeño se asocia con un juicio metacognitivo menos preciso del desempeño.[16]
- El conocimiento de la tarea (conocimiento procedimental), que es la forma en que se percibe la dificultad de una tarea, es decir, el contenido, la duración y el tipo de tarea. El estudio mencionado en  «conocimiento del contenido» también trata de la capacidad de una persona para evaluar la dificultad de una tarea en relación con su desempeño general en la tarea. Una vez más, la precisión de este conocimiento estaba sesgada, ya que los estudiantes que pensaban que su forma de hacer las cosas era mejor o más fácil también parecían tener peores resultados en las evaluaciones, mientras que los estudiantes que fueron evaluados de forma rigurosa y continua informaron no tener tanta confianza, pero aun así obtuvieron mejores resultados en las evaluaciones iniciales.
- El conocimiento estratégico (conocimiento condicional) es la propia capacidad de utilizar estrategias para aprender información. Los niños pequeños no son particularmente buenos en esto; no es hasta que los estudiantes están en la escuela primaria superior que comienzan a desarrollar una comprensión de estrategias efectivas.

Metacognición es un término general que abarca el estudio de la supervisión de la memoria y la autorregulación, el metarazonamiento, la consciencia y la consciencia autonoética/ autoconsciencia. En la práctica, estas capacidades se utilizan para regular la propia cognición,  maximizar el potencial para pensar, aprender y evaluar reglas éticas/morales adecuadas. También puede conducir a una reducción en el tiempo de respuesta ante una situación dada como resultado de una mayor consciencia y potencialmente reducir el tiempo para completar problemas o tareas.
En el ámbito de la psicología experimental, una distinción influyente en la metacognición (propuesta por T. O. Nelson y L. Narens) es la que existe  entre la «monitorización» (hacer juicios sobre la solidez de los propios recuerdos) y «control» (usar esos juicios para guiar las elecciones de estudio). Dunlosky, Serra y Baker (2007) trataron esta distinción en una revisión de la investigación sobre metamemoria que se centró en cómo los hallazgos de este campo pueden aplicarse a otras áreas de investigación aplicada.
En el ámbito de la neurociencia cognitiva, la monitorización y el control metacognitivos se han visto como una función de la corteza prefrontal, que recibe (monitorea) señales sensoriales de otras regiones corticales e implementa el control mediante circuitos de retroalimentación (véanse los capítulos de Schwartz y Bacon, y Shimamura, en Dunlosky y Björk, 2008).
La metacognición se estudia en el ámbito de la inteligencia artificial y la modelización. Por tanto, es el dominio de interés de la sistémica emergente.

## Conceptos relacionados
Varios teóricos han propuesto un mecanismo común detrás de la teoría de la mente, la capacidad de modelar y comprender los estados mentales de los demás y la metacognición, que implica una teoría de la función de la propia mente. La evidencia directa de este vínculo es limitada.
Varios investigadores han relacionado la consciencia plena con la metacognición. La consciencia plena incluye al menos dos procesos mentales: una corriente de eventos mentales y un nivel superior de conciencia del flujo de eventos. La consciencia plena se puede distinguir de algunos procesos de metacognición en que es un proceso consciente.

## Componentes
La metacognición se clasifica en tres componentes:
1. el «conocimiento metacognitivo» (también llamado consciencia metacognitiva) es lo que los sujetos saben sobre sí mismos y sobre los demás como procesadores cognitivos;
2. la «regulación metacognitiva» es la regulación de la cognición y las experiencias de aprendizaje a través de un conjunto de actividades que ayudan a las personas a controlar su aprendizaje;
3. las «experiencias metacognitivas» son aquellas experiencias que tienen algo que ver con el esfuerzo cognitivo actual y en curso.

La metacognición incluye al menos tres tipos diferentes de consciencia metacognitiva al considerar el conocimiento metacognitivo:
1. el «conocimiento declarativo», que se refiere al conocimiento sobre uno mismo como aprendiz y sobre qué factores pueden influir en su desempeño;[2]
2. el «conocimiento procedimental», que se refiere al conocimiento sobre cómo hacer las cosas. Este tipo de conocimiento se manifiesta en forma de heurísticas y estrategias.[2] Un alto grado de conocimiento procedimiental puede permitir a las personas realizar tareas de forma más automática. Esto se consigue a través de una gran variedad de estrategias a las que se puede acceder de manera más eficiente;[23]
3. el «conocimiento condicional», que se refiere a saber cuándo y porqué utilizar el conocimiento declarativo y procedimental.[24]  Permite a los estudiantes asignar sus recursos al utilizar estrategias. Esto a su vez permite que las estrategias sean más efectivas.[25]

De manera similar al conocimiento metacognitivo, la regulación metacognitiva o «regulación de la cognición» contiene tres habilidades que son esenciales:
1. la «planificación», que se refiere a la selección adecuada de estrategias y la correcta asignación de recursos que afectan el rendimiento en las tareas;
2. el «monitoreo», que se refiere a la consciencia que se tiene de la comprensión y el desempeño en la tarea;
3. la «evaluación», que consiste en evaluar el producto final de una tarea y la eficiencia con la que se realizó; puede incluir la reevaluación de las estrategias utilizadas.

De manera similar, mantener la motivación para completar una tarea también es una habilidad metacognitiva. La capacidad de tomar consciencia de estímulos distractores —tanto internos como externos— y mantener el esfuerzo a lo largo del tiempo también implica funciones metacognitivas o ejecutivas.
Los estudiantes que se sometieron a un entrenamiento metacognitivo que incluía pruebas previas, autoevaluación y creación de planes de estudio obtuvieron mejores resultados en los exámenes. Son estudiantes autorregulados que utilizan la «herramienta adecuada para el trabajo» y modifican las estrategias y habilidades de aprendizaje en función de su consciencia de eficacia. Las personas con un alto nivel de conocimientos y habilidades metacognitivos identifican obstáculos para el aprendizaje lo antes posible y cambian las «herramientas» o estrategias para garantizar el logro de objetivos. Swanson (1990) encontró que el conocimiento metacognitivo puede compensar el cociente intelectual y la falta de conocimiento previo, esto al comparar la resolución de problemas de los estudiantes de quinto y sexto grado. Según los informes, los estudiantes con una metacognición alta utilizaron menos estrategias pero resolvieron problemas de manera más efectiva que los estudiantes con una metacognición baja, independientemente de su coeficiente intelectual o conocimiento previo. En un estudio que examinó a estudiantes que enviaban mensajes de texto durante clases universitarias, se sugirió que los estudiantes con mayores capacidades metacognitivas tenían menos probabilidades que otros estudiantes de que su aprendizaje se viera afectado por el uso de un teléfono móvil en clase.
La causa fundamental del problema es que en el mundo moderno los estúpidos están seguros de sí mismos, mientras que los inteligentes están llenos de dudas.

—Bertrand Russell
Los metacognólogos son conscientes de sus propias fortalezas y debilidades, la naturaleza de la tarea en cuestión y las «herramientas» o habilidades disponibles. Un repertorio más amplio de «herramientas» también ayuda a alcanzar los objetivos. Cuando las herramientas son generales, genéricas e independientes del contexto, es más probable que sean útiles en diferentes tipos de situaciones de aprendizaje.
Otra distinción en metacognición es la gestión ejecutiva y el conocimiento estratégico. Los procesos de gestión ejecutiva implican planificar, monitorear, evaluar y revisar los propios procesos y productos de pensamiento. El conocimiento estratégico implica saber «qué» (conocimiento fáctico o declarativo), saber «cuándo y por qué» (conocimiento condicional o contextual) y saber cómo (conocimiento procedimental o metodológico). Tanto la gestión ejecutiva como la metacognición del conocimiento estratégico son necesarias para autorregular el propio pensamiento y aprendizaje.
Finalmente, no hay distinción entre habilidades metacognitivas de dominio general y de dominio específico. Esto significa que las habilidades metacognitivas son de naturaleza general y no existen habilidades específicas para determinadas áreas temáticas. Las habilidades metacognitivas que se utilizan para revisar un ensayo son las mismas que se utilizan para verificar una respuesta a una pregunta de matemáticas.

## Estrategias
Los procesos de tipo metacognitivo son especialmente omnipresentes cuando se trata del debate sobre el aprendizaje autorregulado. La autorregulación requiere metacognición, pues consiste en observar la consciencia que uno tiene sobre su aprendizaje y planificar una metodología de aprendizaje posterior. La metacognición atenta es una característica destacada de los buenos estudiantes autorregulados, pero no garantiza su aplicación automática. Reforzar el debate colectivo sobre la metacognición es una característica destacada de los grupos sociales autocríticos y autorreguladores. Las actividades de selección y aplicación de estrategias incluyen aquellas relacionadas con un intento continuo de planificar, verificar, monitorear, seleccionar, revisar, evaluar, etc.
La metacognición ayuda a las personas a realizar muchas tareas cognitivas de forma más eficaz. Entre las estrategias para promover la metacognición incluyen el autocuestionamiento (p. ej., «¿qué sé ya sobre este tema?, ¿cómo he resuelto problemas como este antes?»), pensar en voz alta mientras se realiza una tarea y realizar representaciones gráficas (p. ej., mapas conceptuales, diagramas de flujo, redes semánticas) de los propios pensamientos y conocimientos. Carr (2002) sostiene que el acto físico de escribir juega un papel importante en el desarrollo de habilidades metacognitivas.
Las matrices de evaluación de estrategias (SEM, por sus siglas en inglés) pueden ayudar a mejorar el «conocimiento del componente cognitivo» de la metacognición. El SEM funciona identificando el conocimiento declarativo, procedimental y condicional sobre estrategias específicas. El SEM puede ayudar a las personas a identificar las fortalezas y debilidades de ciertas estrategias, así como presentarles nuevas estrategias que pueden agregar a su repertorio.
Una lista de comprobación de la regulación (regulation checklist, RC) es una estrategia útil para mejorar el aspecto de regulación de la cognición de la propia metacognición. Los RC ayudan a los individuos a implementar una secuencia de pensamientos que les permitan repasar su propia metacognición. King (1991) encontró que los estudiantes de quinto grado que utilizaron una lista de comprobación de la regulación superaron a los estudiantes de control cuando examinaron una variedad de preguntas, incluida la resolución de problemas escritos, la formulación de preguntas estratégicas y la elaboración de información.
La metacognición es «estable» en el sentido de que las decisiones iniciales de los sujetos se derivan de los hechos pertinentes sobre su cognición a lo largo de años de experiencia de aprendizaje. Al mismo tiempo, también es «situada» en el sentido de que depende de la familiaridad de los sujetos con la tarea, la motivación, la emoción, etc. Los individuos necesitan regular sus pensamientos sobre la estrategia que están utilizando y ajustarla en función de la situación a la que se aplica la estrategia.
Recientemente, la noción se ha aplicado al estudio de estudiantes de una segunda lengua en el campo de la enseñanza del inglés como segunda lengua y de lingüística aplicada en general (por ejemplo, Wenden, 1987; Zhang, 2001, 2010). Este nuevo desarrollo ha estado muy relacionado con Flavell (1979), donde la noción de metacognición se elabora dentro de un marco teórico tripartito. La metacognición del alumno se define e investiga examinando su conocimiento personal, su conocimiento de la tarea y su conocimiento de la estrategia.
Wenden (1991) propuso y utilizó este marco y Zhang (2001) adoptó este enfoque e investigó la metacognición o el conocimiento metacognitivo de los estudiantes de una segunda lengua. Además de explorar las relaciones entre la metacognición y el desempeño del alumno, los investigadores también estuvieron interesados en los efectos de la instrucción estratégica orientada metacognitivamente en la comprensión lectora (p. ej., Garner, 1994, en contextos de primera lengua, y Chamot, 2005; Zhang, 2010). Los esfuerzos se dirigieron a desarrollar la autonomía, la interdependencia y la autorregulación del alumno.

### Estrategias metacognitivas escolares
La metacognición no solo permite identificar que herramientas o estrategias son propias para cada acción, también lo que se puede aprender de los demás para poder resolver o ejercer una situación en la escuela o en la vida cotidiana, además ayuda a identificar las fortalezas y debilidades propias.
“Las estrategias metacognitivas de aprendizaje como “el conjunto de acciones orientadas a conocer las propias operaciones y procesos mentales (qué), saber utilizarlas (cómo) y saber readaptarlas y/o cambiarlas cuando así lo requieran las metas propuestas”. En todo este proceso, al igual que la motivación, las emociones son clave, Hector Ruiz menciona que: los episodios emocionalmente intensos, es muy probable que los estudiantes se acuerden de lo que pasó en el aula pero no significa que aprendan, no ayuda que el razonamiento fluya. Pero las emociones influyen en nuestra motivación.
Ejemplos de estrategias que se pueden enseñar a los estudiantes son habilidades de análisis de palabras, estrategias de lectura activa, habilidades de escucha, habilidades de organización y creación de dispositivos mnemotécnicos. 
En la siguiente table se desglosan algunas estrategias metacognitivas según Iguarán, Anaya, Paba, & Obispo, 2016. 
| Estrategia metacognitiva                                                                                                   | Propósito |
| Establecer objetivos de lectura                                                                                            | Permite determinar qué se quiere aprender o lograr leyendo y eligiendo textos apropiados para ese propósito.                                                                                                  |
| Habilitar el conocimiento previo                                                                                           | Para relacionar aquello que se lee con lo que se sabe del tema, facilitando así la conexión y asimilación de nueva información.                                                                               |
| Establecer previsiones | Para predecir contenido textual en función de títulos, imágenes, formato o contexto, ayudando a crear expectativas e interés por leer y ver si finalmente se hacen realidad.                                  |
| Preguntarse sobre el texto antes, durante y después de la lectura                                                          | Para guiar la atención, el análisis y la reflexión; desde aquellas relacionadas con datos específicos hasta aquellas que sugieren una evaluación crítica o una perspectiva personal.                          |
| Identificación del mensaje central o propósito de un tema, situación, texto y distinguirlo de detalles o ideas secundarias | Esto conduce a sintetizar la situación con palabras o constructos propios, manteniendo la esencia, lo cual permite organizar y recordar la información, así como comprobar que se ha entendido correctamente. |

#### Papel del docente
La labor docente en el aula determina y la actitud del estudiante para generar interrogantes, contrastar, construir, reconstruir y reconstruir teorías, generar y solucionar problemas que serán nuevamente otro problema, en función de lo que se aprende en el trabajo colectivo del aula y la comunidad educativa y su relación con la sociedad. La metacognición ayuda a construir principios de reflexión y acción cons-cientes en la tarea diaria del profesor, cumpliendo simultáneamente las funciones de planificación y control.
Docentes y estudiantes deben tener un papel activo en el trabajo con estrategias cognitivas y metacognitivas; por esta razón, deben verse de manera distintiva, teniendo en cuenta que las estrategias orientadas a la cognición o cognitivas posibilitan la manipulación de la información, en tanto que las metacognitivas implican la comprensión reflexiva de esa información a través de la conciencia de los mecanismos que actúan en el propio aprendizaje; constituyen procesos intimistas del estudiante sobre las particularidades de su aprendizaje. 

## Conocimiento metaestratégico
El «conocimiento metaestratégico» (metastrategic knowledge, MSK) es un subcomponente de la metacognición que se define como el conocimiento general sobre estrategias de pensamiento de orden superior. El conocimiento involucrado en el MSK consiste en «hacer generalizaciones y trazar reglas con respecto a una estrategia de pensamiento» y en «nombrar» la estrategia de pensamiento.
El MSK es una consciencia del tipo de estrategias de pensamiento que se utilizan en casos específicos y consta de las siguientes habilidades: hacer generalizaciones y trazar reglas con respecto a una estrategia de pensamiento, nombrar la estrategia de pensamiento, explicar cuándo, por qué y cómo se debe aplicar dicha estrategia de pensamiento, cuándo no se debe usar, cuáles son las desventajas de no usar las estrategias apropiadas y qué características de la tarea requieren el uso de la estrategia.
El MSK se ocupa del panorama más amplio del problema conceptual. Crea reglas para describir y comprender el mundo físico que rodea a las personas que utilizan estos procesos llamados pensamiento de orden superior. Se trata de la capacidad del sujeto para desmontar problemas complejos con el fin de comprender los componentes del problema. Estos son los pilares para comprender el «panorama general» (del problema principal) a través de la reflexión y la resolución de problemas.

## Metacognición social
Aunque hasta ahora se había discutido la metacognición en relación con el yo, investigaciones recientes en este campo han sugerido que esta visión es demasiado restrictiva. En su lugar, se argumenta que la investigación sobre  metacognición debería incluir también creencias sobre los procesos mentales de los demás, la influencia de la cultura en esas creencias y en las creencias sobre nosotros mismos. Esta «visión expansionista» propone que es imposible comprender plenamente la metacognición sin considerar las normas situacionales y las expectativas culturales que influyen en esas mismas concepciones. Esta combinación de psicología social y metacognición se conoce como metacognición social.
La metacognición social puede incluir ideas y percepciones relacionadas con la cognición social. Además, la metacognición social puede incluir juzgar la cognición de los demás, como juzgar las percepciones y los estados emocionales de los demás. Esto se debe en parte a que el proceso de juzgar a los demás es similar al proceso de juzgarse a uno mismo. Sin embargo, los individuos tienen menos información sobre las personas a las que juzgan; por tanto, juzgar a los demás tiende a ser más inexacto; un efecto denominado error fundamental de atribución. Tener cogniciones similares puede amortiguar esta inexactitud y puede ser útil para equipos u organizaciones, así como para las relaciones interpersonales.

### La metacognición social y el autoconcepto
Un ejemplo de la interacción entre la metacognición social y el autoconcepto se puede encontrar al examinar las teorías implícitas sobre el yo. Las teorías implícitas pueden cubrir una amplia gama de constructos sobre cómo opera el yo, pero dos son especialmente relevantes en este caso; la teoría de la entidad y la teoría incrementalista. La teoría de la entidad propone que los autoatributos y habilidades de un sujeto son fijos y estables, mientras que la teoría incrementalista propone que estos mismos constructos pueden cambiarse mediante el esfuerzo y la experiencia. Los teóricos de la entidad son susceptibles a la impotencia aprendida porque pueden sentir que las circunstancias están fuera de su control (es decir, no hay nada que se pudiera haber hecho para mejorar las cosas), por lo que pueden darse por vencidos fácilmente. Los teóricos incrementales reaccionan de manera diferente cuando se enfrentan al fracaso: desean dominar los desafíos y, por tanto, adoptan un patrón orientado a la maestría. Inmediatamente empiezan a considerar varias formas de abordar la tarea de manera diferente y aumentar sus esfuerzos. Las creencias culturales también pueden influir en este sentido. Por ejemplo, una persona que ha aceptado la creencia cultural de que la pérdida de memoria es una consecuencia inevitable de la vejez puede evitar tareas cognitivamente exigentes a medida que envejece, acelerando así el deterioro cognitivo. De manera similar, una mujer que es consciente del estereotipo que afirma que las mujeres no son buenas en matemáticas puede obtener peores resultados en las pruebas de capacidad matemática o evitar las matemáticas por completo. Estos ejemplos demuestran que las creencias metacognitivas que las personas tienen sobre sí mismas —que pueden transmitirse social o culturalmente—  pueden tener efectos importantes sobre la persistencia, el desempeño y la motivación.

### Las actitudes en función de la metacognición social
La forma en que los sujetos piensan sobre la actitud afecta en gran medida la forma en que se comportan. Las metacogniciones sobre las actitudes influyen en cómo actúan los individuos y, especialmente, en cómo interactúan con los demás.
Algunas características metacognitivas de las actitudes incluyen la importancia, la certeza y el conocimiento percibido, e influyen en el comportamiento de diferentes maneras. La importancia de la actitud es el predictor más fuerte del comportamiento y puede predecir comportamientos de búsqueda de información en los sujetos. También es más probable que la importancia de la actitud influya en el comportamiento que la certeza de la actitud. Al considerar un comportamiento social como votar, una persona puede tener gran importancia pero poca certeza. Esto significa que probablemente votarán, incluso si no están seguros de por quién votar. Mientras tanto, una persona que está muy segura de por quién quiere votar, puede no votar si es de poca importancia para ella. Esto también se aplica a las relaciones interpersonales. Una persona puede tener muchos conocimientos favorables sobre su familia, pero es posible que no mantenga relaciones estrechas con ella si le da poca importancia.
Las características metacognitivas de las actitudes pueden ser clave para comprender cómo cambian las actitudes. Las investigaciones demuestran que la frecuencia de pensamientos positivos o negativos es el factor más importante en el cambio de actitud. Una persona puede creer que se está produciendo un cambio climático pero tener pensamientos negativos al respecto, como «si acepto las responsabilidades del cambio climático, debo cambiar mi estilo de vida». Estos sujetos probablemente no cambiarían su comportamiento en comparación con alguien que piensa positivamente sobre el mismo tema, como  «usando menos electricidad, estaré ayudando al planeta».
Otra forma de aumentar la probabilidad de un cambio de comportamiento es influir en el origen de la actitud. Los pensamientos e ideas personales de un individuo tienen un impacto mucho mayor en la actitud en comparación con las ideas de los demás. Por lo tanto, cuando las personas consideran que los cambios en el estilo de vida provienen de ellas mismos, los efectos son más poderosos que si los cambios vinieran de un amigo o familiar. Estos pensamientos se pueden reformular de manera que enfaticen la importancia personal, como «quiero dejar de fumar porque es importante para mí» en lugar de «dejar de fumar es importante para mi familia». Es necesario realizar más investigaciones sobre las diferencias culturales y la importancia de la ideología de grupo, lo que puede alterar estos resultados.

### Metacognición social y estereotipos
Las personas tienen cogniciones secundarias sobre lo apropiado, justificable y socialmente juzgable de sus propias creencias estereotipadas. La gente sabe que normalmente es inaceptable emitir juicios estereotipados y hacen esfuerzos conscientes para no hacerlo. Sutiles señales sociales pueden influir en estos esfuerzos conscientes. Por ejemplo, cuando se les da una falsa sensación de confianza sobre su capacidad para juzgar a los demás, las personas volverán a confiar en estereotipos sociales. Los antecedentes culturales influyen en los supuestos metacognitivos sociales, incluidos los estereotipos. Por ejemplo, las culturas sin el estereotipo de que la memoria disminuye con la vejez no muestran diferencias de edad en el rendimiento de la memoria.
Cuando se trata de emitir juicios sobre otras personas, las teorías implícitas sobre la estabilidad versus la maleabilidad de las características humanas también predicen diferencias en los estereotipos sociales. Mantener una teoría de rasgos de entidad aumenta la tendencia de las personas a ver similitudes entre los miembros del grupo y utilizar juicios estereotipados. Por ejemplo, en comparación con aquellos que tienen creencias incrementales, las personas que tienen creencias de rasgos como entidades utilizan juicios de rasgos más estereotipados de grupos étnicos y ocupacionales, así como también forman juicios de rasgos más extremos de nuevos grupos.  Cuando las suposiciones de un individuo sobre un grupo se combinan con sus teorías implícitas, se pueden formar juicios más estereotipados. Los estereotipos que uno cree que los demás tienen sobre él se llaman metaestereotipos.

## Acción
Según investigaciones recientes, tanto las dimensiones sociales como cognitivas de la experiencia deportiva pueden explicarse adecuadamente desde una perspectiva metacognitiva. El potencial de las inferencias metacognitivas y las habilidades de dominio general, incluido el entrenamiento de habilidades psicológicas, forman parte integral de la génesis del desempeño experto. Además, es digna de mención la contribución tanto de las imágenes mentales (p. ej., la práctica mental) como de las estrategias de atención (p. ej., las rutinas) para la comprensión de la experiencia y la metacognición. El potencial de la metacognición para iluminar la comprensión de la acción fue destacado por primera vez por Aidan Moran, quien analizó el papel de la metaatención en 1996.

## En la salud mental
En el contexto de la salud mental, la metacognición se puede definir vagamente como el proceso que «refuerza el sentido subjetivo de ser uno mismo y permite tomar consciencia de que algunos de los pensamientos y sentimientos son síntomas de una enfermedad». El interés en la metacognición surgió de la preocupación por la capacidad de un individuo para comprender su propio estado mental en comparación con otros, así como la capacidad de afrontar la fuente de su angustia. Estos conocimientos sobre el estado de salud mental de un individuo pueden tener un efecto profundo en el pronóstico general y la recuperación. La metacognición aporta muchos conocimientos únicos sobre el funcionamiento diario normal de un ser humano. También demuestra que la falta de estos conocimientos compromete el funcionamiento «normal». Esto conduce a un funcionamiento menos saludable. En el espectro autista se especula que existe un profundo déficit en la teoría de la mente. En las personas que se identifican como alcohólicas, existe la creencia de que la necesidad de controlar la cognición es un predictor independiente del consumo de alcohol sobre la ansiedad. El alcohol puede utilizarse como estrategia de afrontamiento para controlar pensamientos y emociones no deseados formados por percepciones negativas.

### Implicaciones
La teoría de Adrian Wells y Gerald Matthews propone que ante una elección no deseada un sujeto puede operar de dos modos distintos: «objetual» y «metacognitivo». El modo objetual interpreta los estímulos percibidos como verdad, mientras que el modo metacognitivo entiende los pensamientos como señales que deben ser ponderadas y evaluadas. No es tan fácil confiar en ellos. Existen intervenciones específicas y únicas para cada paciente, lo que da lugar a la creencia de que la ayuda para aumentar la metacognición en personas diagnosticadas con esquizofrenia es posible a través de una psicoterapia personalizada. Con una terapia personalizada, los pacientes tienen el potencial de desarrollar una mayor capacidad para participar en una autorreflexión compleja. En última instancia, esto puede ser fundamental en el proceso de recuperación del paciente. En el espectro obsesivo-compulsivo, las formulaciones cognitivas prestan mayor atención a los pensamientos intrusivos relacionados con el trastorno. La «autoconciencia cognitiva» son las tendencias a centrar la atención en el pensamiento. Los pacientes con TOC ejemplifican diversos grados de estos «pensamientos intrusivos». Los pacientes que padecen trastorno de ansiedad generalizada también muestran procesos de pensamiento negativos en su cognición.
El síndrome cognitivo-atencional (CAS) caracteriza un modelo metacognitivo del trastorno emocional (el CAS es consistente con la estrategia de atención de centrarse excesivamente en la fuente de una amenaza). En última instancia, esto se desarrolla a través de las propias creencias del paciente. La terapia metacognitiva intenta corregir este cambio en el CAS. Una de las técnicas de este modelo se llama entrenamiento de la atención (ATT). Fue diseñado para disminuir la preocupación y la ansiedad mediante una sensación de control y consciencia cognitiva. El ATT también capacita a los pacientes para detectar amenazas y probar qué tan controlable parece ser la realidad.
Siguiendo el trabajo de Asher Koriat, quien considera la confianza como un aspecto central de la metacognición, el entrenamiento metacognitivo para la psicosis tiene como objetivo disminuir el exceso de confianza en pacientes con esquizofrenia y aumentar la consciencia sobre los sesgos cognitivos. Según un metaanálisis, este tipo de intervención mejora los delirios y las alucinaciones.

## Las obras de arte como artefactos metacognitivos
El concepto de metacognición también se ha aplicado a la crítica de  respuesta del lector. Las obras de arte narrativas, incluidas novelas, películas y composiciones musicales, pueden caracterizarse como artefactos metacognitivos diseñados por el artista para anticipar y regular las creencias y los procesos cognitivos del receptor, por ejemplo, cómo y en qué orden se revelan al lector de una novela policiaca los acontecimientos y sus causas e identidades. Como ha señalado Menakhem Perry, el mero orden tiene efectos profundos en el significado estético de un texto. Las obras de arte narrativas contienen una representación de su propio proceso de recepción ideal. Son una especie de herramienta con la que los creadores de la obra desean conseguir determinados efectos estéticos e incluso morales.

## Mente errante
Existe una interacción íntima y dinámica entre la mente errante y la metacognición. La metacognición sirve para corregir la mente errante, suprimiendo los pensamientos espontáneos y devolviendo la atención a tareas más «valiosas».

## Metacognición animal

### En primates no humanos

#### Chimpancés
Beran, Smith y Perdue (2013) encontraron que los chimpancés mostraban monitoreo metacognitivo en la tarea de búsqueda de información. En sus estudios, se pidió a tres chimpancés entrenados en el lenguaje que usaran el teclado para nombrar el alimento con el fin de obtenerlo. La comida en el contenedor era visible para ellos o tenían que acercarse al contenedor para ver su contenido. Los estudios demostraron que los chimpancés eran más propensos a comprobar primero lo que había en el recipiente si la comida estaba escondida. Pero cuando la comida era visible para ellos, era más probable que los chimpancés se acercaran directamente al teclado e informaran la identidad de la comida sin volver a mirar el recipiente. Sus resultados sugirieron que los chimpancés saben lo que han visto y muestran un comportamiento eficaz de búsqueda de información cuando la información es incompleta.

#### Macacos Rhesus (Macaca mulatta)
Morgan et al. (2014) investigaron si los macacos Rhesus pueden realizar juicios metacognitivos tanto retrospectivos como prospectivos en la misma tarea de memoria. Se introdujeron opciones de riesgo para evaluar la confianza del mono en sus recuerdos. Primero, se entrenó a dos monos Rhesus macho en una tarea computarizada de economía de fichas en la que pueden acumular  fichas para intercambiar recompensas de alimentos. A los monos se les presentaron múltiples imágenes de objetos comunes simultáneamente y luego apareció un borde móvil en la pantalla que indicaba el objetivo. Inmediatamente después de la presentación, se mostraron las imágenes objetivo y algunos distractores en la prueba. Durante la fase de entrenamiento, los monos recibieron retroalimentación inmediata después de responder. Podían ganar dos fichas si tomaban decisiones correctas, pero perderían dos fichas si se equivocaban.
En el Experimento 1, se introdujo la calificación de confianza después de que completaron sus respuestas para probar los juicios de metamemoria retrospectivos. Después de cada respuesta, se proporcionó a los monos una opción de alto riesgo y otra de bajo riesgo. Si elegían la opción de bajo riesgo, podían ganar una ficha independientemente de su precisión. Cuando elegían la opción de alto riesgo, se les recompensaba con tres fichas si su respuesta de memoria era correcta en ese ensayo, pero perdían tres fichas si daban respuestas incorrectas. Morgan y colegas (2014) encontraron una correlación positiva significativa entre la precisión de la memoria y la elección de riesgo en dos monos rhesus. Es decir, era más probable que seleccionaran la opción de alto riesgo si respondían correctamente en la tarea de memoria de trabajo, pero seleccionaban la opción de bajo riesgo si fallaban en la tarea de memoria.
A continuación Morgan et al. (2014) examinaron las posibles habilidades de monitoreo metacognitivo de los monos en el Experimento 2. Este estudio empleó el mismo diseño excepto que se pidió a dos monos que emitieran juicios de confianza de bajo o alto riesgo antes de dar respuestas reales para medir sus juicios sobre eventos futuros. De manera similar, los monos eligieron con mayor frecuencia juicios de confianza de alto riesgo antes de responder correctamente en una tarea de memoria de trabajo y tendieron a elegir la opción de bajo riesgo antes de dar una respuesta incorrecta. Estos dos estudios indicaron que los monos Rhesus pueden monitorear con precisión su desempeño y proporcionaron evidencia de habilidades metacognitivas en los monos.

### En ratas
Además de los primates no humanos, otros animales también tan demostrado tener metacognición. Foote y Crystal (2007) proporcionaron la primera evidencia de que las ratas tienen conocimiento de lo que saben en una tarea de discriminación perceptiva. Se pidió a las ratas que clasificaran ruidos breves como cortos o largos. Algunos ruidos con duraciones intermedias fueron difíciles de distinguir entre cortos o largos. A las ratas se les dio la opción de negarse a realizar la prueba en algunos ensayos, pero se las obligó a responder en otros. Si elegían realizar la prueba y respondían correctamente, recibirían una recompensa alta, pero ninguna recompensa si su clasificación de los ruidos era incorrecta. Pero si las ratas se negaban a realizar la prueba, se les garantizaría una recompensa menor. Los resultados mostraron que era más probable que las ratas declinaran a realizar la prueba cuando aumentaba la dificultad de discriminación del ruido, lo que sugiere que las ratas sabían que no tenían las respuestas correctas y declinaban hacer la prueba para recibir la recompensa. Otro hallazgo es que el rendimiento fue mejor cuando eligieron realizar la prueba en comparación con si se obligaba a las ratas a dar respuesta, lo que demuestra que se rechazaban algunas pruebas inciertas para mejorar la precisión.
Este patrón de respuestas podría atribuirse a un seguimiento activo de sus propios estados mentales. Alternativamente, se podrían utilizar señales externas, como asociaciones de indicios ambientales, para explicar sus comportamientos en la tarea de discriminación. Es posible que las ratas hayan aprendido con el tiempo la asociación entre los estímulos intermedios y la opción de declinación. Las latencias de respuesta más largas o algunas características inherentes a los estímulos podían servir como pistas discriminativas para rechazar las pruebas. Por lo tanto, Templer et al. (2017) utilizaron una tarea de memoria de emparejamiento retardada con la muestra (DMTS) basada en el olfato para evaluar si las ratas eran capaces de responder metacognitivamente de forma adaptativa. Las ratas fueron expuestas primero al olor de la muestra y eligieron declinar o realizar la prueba de memoria de cuatro opciones después de un retraso. Las elecciones correctas de olor se asociaban con una alta recompensa y las elecciones incorrectas no tienían recompensa. Las opciones de declinación iban acompañadas de una pequeña recompensa.
En el experimento 2, se añadieron algunas pruebas «sin muestra» en la prueba de memoria en las que no se proporcionó ningún olor antes de la prueba. Plantearon la hipótesis de que las ratas declinarían con más frecuencia cuando no se presentaba un olor de muestra en comparación con el olor presentado si las ratas podían evaluar internamente la fuerza de la memoria. Alternativamente, si la opción de declinar estuviera motivada por señales ambientales externas, las ratas serían menos propensas a declinar prueba porque no se presentaban señales externas disponibles. Los resultados mostraron que las ratas tenían más probabilidades a declinar la prueba en los ensayos sin muestra en comparación con los ensayos con muestras normales, lo que respalda la idea de que las ratas pueden rastrear la fuerza de su memoria interna.
Para descartar otras posibilidades potenciales, también manipularon la fuerza de la memoria proporcionando el olor muestreado dos veces y variando el intervalo de retención entre el aprendizaje y la prueba. Templer y sus colegas (2017) descubrieron que las ratas tenían menos probabilidades de declinar a la prueba si habían estado expuestas a la muestra dos veces, lo que sugiere que la fuerza de memoria para estas muestras era mayor. Las pruebas de muestra con un retraso más prolongado fueron rechazadas con mayor frecuencia que las pruebas con un retraso breve porque su memoria era mejor después del retraso breve. En general, su serie de estudios demostró que las ratas podían distinguir entre recordar y olvidar, además de descartar las posibilidades de que el uso de la declinación estuviera modulada por señales externas, como las asociaciones de señales ambientales.

### En palomas
La investigación sobre la metacognición de las palomas ha mostrado un éxito limitado. Inman y Shettleworth (1999) emplearon el procedimiento de emparejamiento retardado con la muestra (DMTS) para evaluar la metacognición de las palomas. A las palomas se les presentó una de las tres formas de muestra (un triángulo, un cuadrado o una estrella) y luego se les pidió que picotearan la muestra correspondiente cuando tres estímulos aparecían simultáneamente en la pantalla al final del intervalo de retención. En algunos ensayos también se presentó una tecla de seguridad junto a los tres estímulos de muestra que les permitía rechazar ese ensayo. Las palomas recibían una recompensa alta por picotear los estímulos correctos, una recompensa de nivel medio por picotear la tecla de seguridad y nada si picoteaban los estímulos incorrectos. En el primer experimento de Inman y Shettleworth (1999) se observó que la precisión de las palomas era menor y que  era más probable que eligieran la tecla de seguridad a medida que aumentaba el intervalo de retención entre la presentación de los estímulos y la prueba. Sin embargo, en el Experimento 2, cuando a las palomas se les presentó la opción de declinar o realizar la prueba antes de la fase de prueba, no hubo relación entre elegir la tecla de seguridad y un intervalo de retención más largo. Adams y Santi (2011) también emplearon el procedimiento DMTS en una tarea de discriminación perceptiva durante la cual se entrenó a palomas para discriminar entre duraciones de iluminación. Las palomas no eligieron la opción de declinar con más frecuencia a medida que aumentaba el intervalo de retención durante las pruebas iniciales. Después de un entrenamiento prolongado, aprendieron a rechazar las pruebas difíciles. Sin embargo, estos patrones podrían atribuirse a la posibilidad de que las palomas aprendieran la asociación entre las respuestas de declinación y un retraso de retención más prolongado.
Además del paradigma DMTS, Castro y Wasserman (2013) demostraron que las palomas pueden exhibir un comportamiento adaptativo y eficiente de búsqueda de información en  tarea de discriminación igual-diferente. Se presentaron simultáneamente dos series de ítems en los que los dos conjuntos de ítems eran idénticos o diferentes entre sí. Se pidió a las palomas que distinguieran entre los dos conjuntos de elementos en los que variaba el nivel de dificultad. A las palomas se les proporcionó un botón de «Información» y un botón de «Ir» en algunos ensayos en los que podían aumentar el número de ítems en las matrices para hacer la discriminación más fácil o podían incitar a dar respuestas picoteando el botón de Ir. Castro y Wasserman encontraron que cuanto más difícil era la tarea, más a menudo las palomas elegían el botón de información para resolver la tarea de discriminación. Este patrón de comportamiento indicó que las palomas podían evaluar internamente la dificultad de la tarea y buscar activamente información cuando era necesario.

### En perros
Los perros han demostrado un cierto nivel de metacognición de que son sensibles a la información que han adquirido o no. Belger & Bräuer (2018) examinaron si los perros podían buscar información adicional cuando se enfrentaban a situaciones inciertas. El experimentador colocó la recompensa detrás de una de las dos vallas en las que los perros podían ver o no dónde estaba escondida la recompensa. Después de eso, se animó a los perros a encontrar la recompensa caminando alrededor de una valla. Los perros revisaron con más frecuencia antes de seleccionar la cerca cuando no veían el cebo en comparación con cuando vieron dónde estaba escondida la recompensa. Sin embargo, a diferencia de los simios, los perros no mostraron más conductas de control cuando el retraso entre cebar la recompensa y seleccionar la cerca era mayor. Sus hallazgos sugirieron que los perros tienen algún aspecto de conductas de búsqueda de información, pero menos flexibles en comparación con los simios.

### En delfines
Smith y cols. (1995) evaluaron si los delfines tienen la capacidad de seguimiento metacognitivo en un paradigma de umbral auditivo. Se entrenó a un delfín mular para discriminar entre tonos de alta y baja frecuencia. En algunas pruebas estaba disponible una opción de escape asociada con una pequeña recompensa. Sus estudios demostraron que los delfines podían utilizar apropiadamente la respuesta incierta cuando las pruebas eran difíciles de discriminar.

### Debate
Existe consenso en que los primates no humanos, especialmente los grandes simios y los monos rhesus, exhiben conductas de control y seguimiento metacognitivo. Pero se encontraron pruebas menos convergentes en otros animales como ratas y palomas. Algunos investigadores criticaron estos métodos y postularon que estos desempeños podrían explicarse por mecanismos de condicionamiento de bajo nivel. Los animales aprenderían, pues, la asociación entre recompensa y estímulos externos a través de modelos de refuerzo simples. Sin embargo, muchos estudios han demostrado que el modelo de refuerzo por sí solo no puede explicar los patrones de comportamiento de los animales. Los animales han mostrado un comportamiento metacognitivo adaptativo incluso en ausencia de una recompensa concreta.